# 甕棺墓

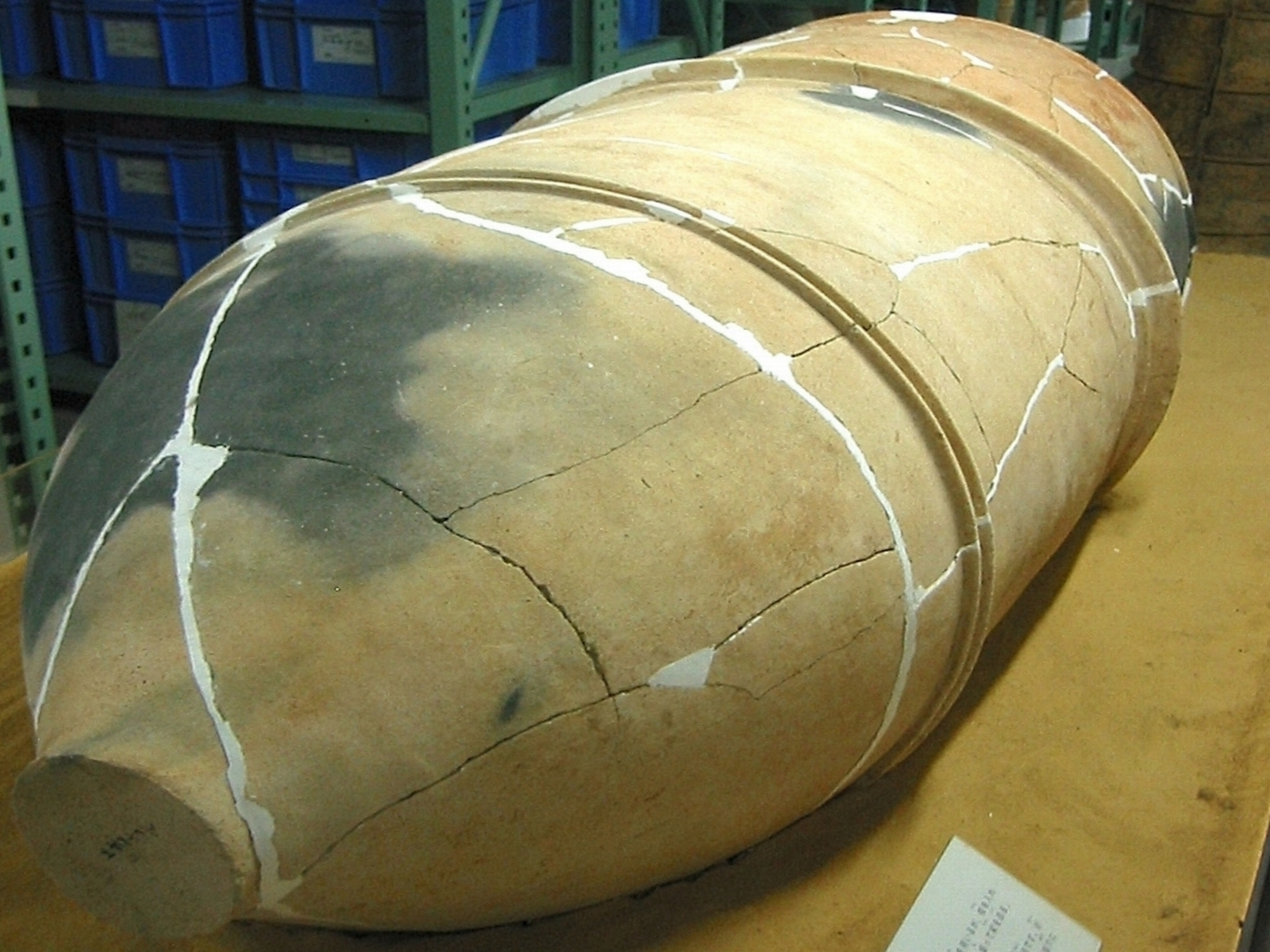
甕棺

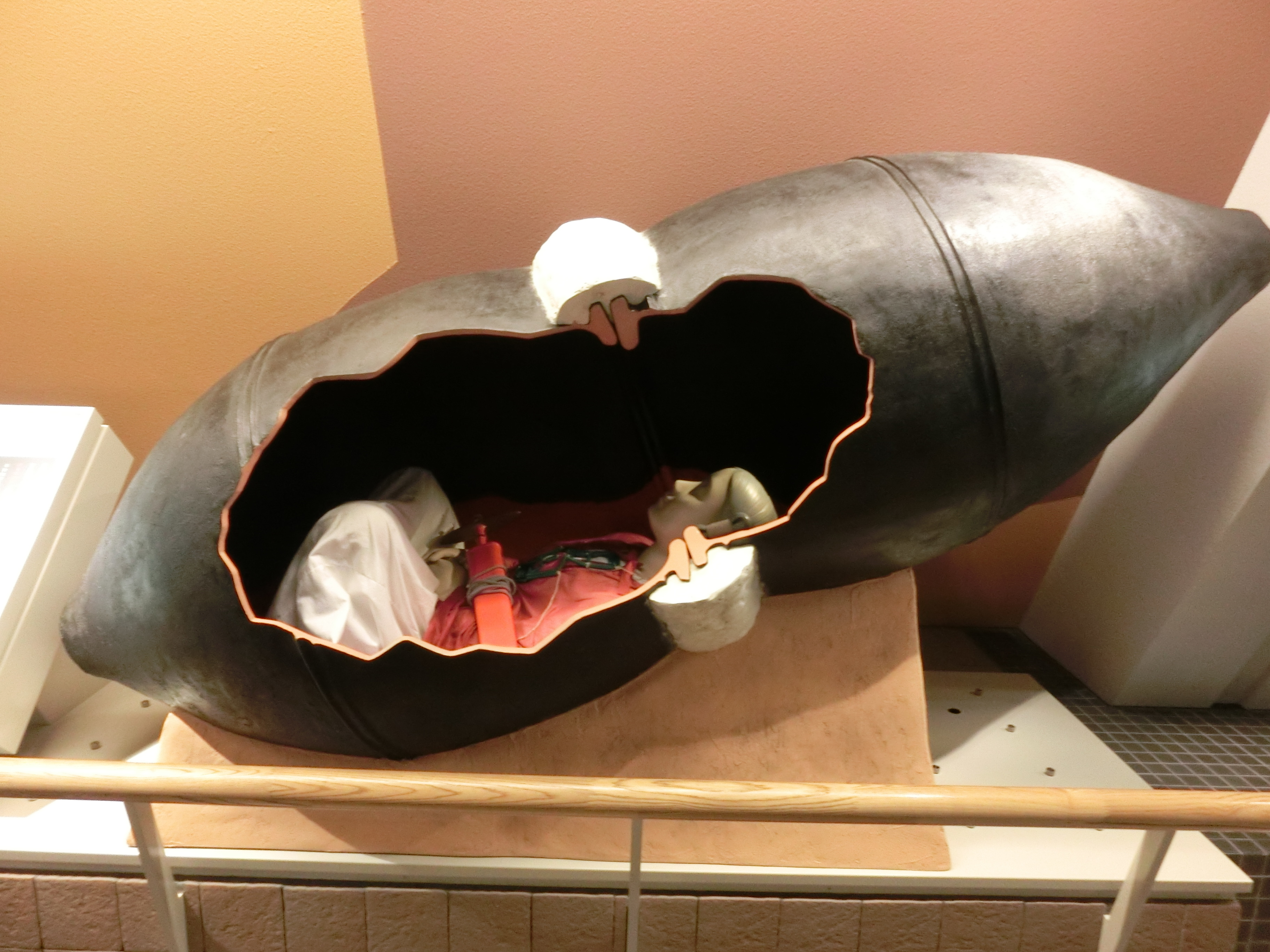
甕棺墓埋葬の模型（吉野ヶ里遺跡展示）

甕棺墓（かめかんぼ）とは、甕（かめ）や壺（つぼ）を棺（ひつぎ）として埋葬する墓をいう。歴史的墓制として世界各地に見られるが、乳幼児の墓として用いられる例が多い。1個の甕に土器などの蓋をするもの（単棺）、2個の甕を開口部で合わせたもの（合口棺）などがある。気密性を確保するため、蓋や合口部を粘土などで固定することも多い。甕棺内部では、遺体を屈める屈葬（くっそう）の形態がとられる。屈葬及び甕棺の採用には、死者の魂を遺体にとどめておこうとする思想背景があった、と考える研究者もいる。考古学者である小林謙一によると甕棺墓は他の墓制より非常に作りやすいため、アジア各地に現れた甕棺墓は互いに密接な関連はなく偶然に各地で自然発生した可能性が高いと言う。

## 日本の甕棺墓

### 解説
日本では縄文時代以降、甕棺墓が見られる。
縄文後期・晩期の遺跡からは、日本各地（東北～近畿～九州）で甕棺墓の風習があったことが判っている。その後、弥生時代前期から中期の北部九州において最盛期を迎える。北部九州の中でも福岡平野周辺一帯は、弥生早期から前期前半までは成人が主に木棺に埋葬されていたが、前期後半になると壺棺に代わった。それまでは、小児が甕棺に埋葬されていた。中期後半には長崎県や熊本平野まで拡がった。
墓地は一般集落構成員の墓と有力者層の墓とは別に造られるようになった。青銅製品などの副葬品にも差が出てきた。この地域社会にいくつかの階層が出来上がっていったことがわかる。それらの階層分化は、前期末から中期初頭の福岡県吉武高木遺跡、中期後半の福岡県三雲南小路遺跡1・2号甕棺、須玖岡本遺跡、後期になって井原鑓溝遺跡、平原遺跡などで見られる。
弥生時代の甕棺墓の特徴は、成人専用の甕棺が作られた点、武器形青銅器（銅剣・銅矛・銅戈など）や銅鏡などの副葬品が見られる点にある。

### 各地の甕棺墓例

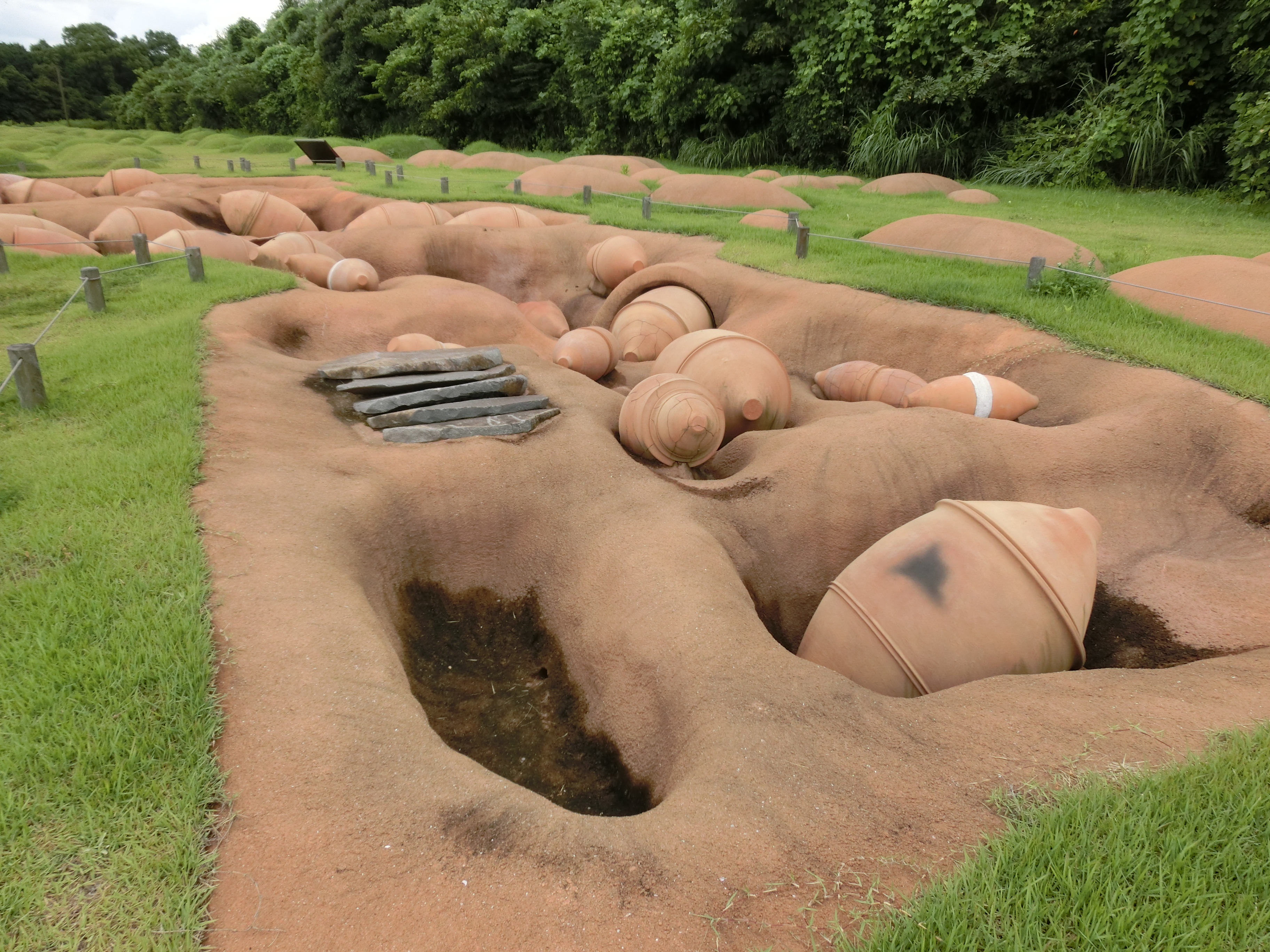
吉野ヶ里遺跡の甕棺墓列（発掘場所の真上に同じ並びで再現されたもの）

- 原の辻遺跡（長崎県壱岐市芦辺町深江栄触・深江鶴亀触、石田町石田西触） - 日本最古級（弥生時代前半）の甕棺墓43基、三種の神器（剣・多鈕細文鏡・勾玉）が出土している。
- 志登支石墓群（福岡県糸島市志登） - 弥生時代早期〜中期の甕棺墓。支石墓10基と甕棺墓8基が出土。支石墓と甕棺墓が同居するケースは珍しく、支石墓から甕棺墓へと墓制が移った過渡期の墓場として非常に貴重な事例である。支石墓に副葬品として打製石鏃、柳葉形磨製石鏃が出土した。支石墓に副葬品が納められるのは珍しく、特に柳葉形磨製石鏃は通常朝鮮半島でしか出土せず、朝鮮との交流を物語る貴重な出土品である。なお、支石墓は遺体を埋葬した上に支えとして小さな石を置き、その上に大きな上石を置く形式の朝鮮半島でよく見られる形式の墓制で、弥生時代初期に日本に伝わったと推定されている。
- 新町支石墓群
- 吉武遺跡群（福岡県福岡市西区） - 紀元前200年頃から100年頃にかけて、北は日向川、東は室見川、南は竜谷川にはさまれた扇状地上に広がる40ヘクタール（400,000平方メートル）にもおよぶエリアの遺跡であり、その西南部に約2千もの甕棺墓が営まれ、「甕棺ロード」とも呼ばれる。最初期の弥生時代前期末（紀元前200年頃）から中期初頭（紀元前100年頃）の吉武高木遺跡（福岡県福岡市西区吉武194）の特定集団墓の甕棺墓からは日本最古級の三種の神器が3点セットで出土している。
- 立岩遺跡 堀田甕棺群（福岡県飯塚市立岩1760-15） - 弥生時代の甕棺墓43基、貯蔵穴26基などが発見され、甕棺からは前漢鏡をはじめとする当時の貴重な品々が副葬品として出土。特に10号甕棺には前漢式銅鏡6面、細形銅矛1本、鉄剣1本が副葬されていた。前漢鏡や銅矛、鉄剣、ガラス製玉、貝輪などが出土しているが、三種の神器のうちの1つである勾玉は出土していない。琉球の海でしか採れないゴホウラの貝輪を着けた男性の遺体も見つかっている。
- 三雲・井原遺跡（福岡県糸島市三雲453） - 弥生時代中期後半の甕棺墓（三種の神器が3点セットで出土）。
- 須玖岡本遺跡（福岡県春日市岡本3丁目） - 弥生時代中期後半の甕棺墓（三種の神器が3点セットで出土）。
- 平原遺跡（福岡県糸島市有田1） - 弥生時代後期の甕棺墓（三種の神器が3点セットで出土）。
- 御床松原遺跡（福岡県糸島市） - 弥生時代中期前半（紀元前150年頃）の甕棺墓が出土。副葬品の板状石製品は国内最古級の硯（すずり）とみられる。
- 潤地頭給遺跡（福岡県糸島市前原）
- 安国寺甕棺墓群（福岡県久留米市山川町字池廻・西神代） - 弥生時代中期後半を中心に一部後期におよぶ祭祀遺跡を伴う。甕棺墓62、土坑墓4基、祭祀遺構11か所、その他土壙4基が東西60メートル、南北90メートルの範囲で確認された。
- 吉野ヶ里遺跡（佐賀県吉野ヶ里町） - 弥生時代の墳丘墓が遺跡全体で3,100基以上確認。吉野ヶ里丘陵の尾根では長さ約600メートルに渡り計1,500基がまとまって分布。この中には、頭部がない状態の成人男性の人骨、貝の腕輪を身に付けた少女の人骨が埋葬された甕棺があったほか、甕棺の中から衣服の一部の絹織物片、毛髪、管玉、勾玉、鉄製品なども出土した[2]。また、高く盛られた墳丘墓に支配層のものとみられる甕棺墓14基が確認されている[3]。
- 下船渡貝塚（岩手県大船渡市） - 成人骨2体と小児骨1体と甕棺と推定される土器が出土している。

## アジア各地の甕棺墓
アジアでは、まず朝鮮半島と中国に現れている。ほとんどが乳幼児のものであり、成人のものは韓国の西南部と中国西部のみに分布する。また、東南アジアでも紀元前数世紀の頃から、ジャワ島やベトナム中部（サーフィン文化）を中心に甕棺墓が行われていた。これについては、海洋民の習俗だったとする見方がある。さらに南インドにおいても、紀元前数世紀頃の甕棺墓の跡が発見されている。